# Stéphanie Cohen-Aloro
Stéphanie Cohen-Aloro (ur. 18 marca 1983 w Paryżu) – francuska tenisistka. Karierę profesjonalną rozpoczęła w 2001 roku.
Największymi sukcesami Stéphanie Cohen-Aloro są wygrane turnieje ITF (2001 – Bangkok, 2002 – Cardiff, Mount Gambier, 2003 – Cagnes-Sur-Mer, 2006 – Biarritz). Jej największym osiągnięciem w turniejach WTA jest półfinał w Estoril w 2004.
W 2000 roku zanotowała wielkoszlemowy debiut w turnieju Roland Garros, gdzie przegrała w I rundzie z Niemką Meike Babel. W wielkoszlemowych występach największym osiągnięciem Francuzki jest trzecia runda French Open 2007.
W 2003 roku była w ekipie reprezentacji Francji, wraz z Amélie Mauresmo, Mary Pierce oraz Émilie Loit, która triumfowała w Fed Cup, pokonując w finale reprezentację Stanów Zjednoczonych 4:1.
W lutym 2011 ogłosiła zakończenie kariery sportowej.

## Finały turniejów WTA
| Legenda                | Legenda |
| ---------------------- | ------- |
| Wielki Szlem           |         |
| Igrzyska olimpijskie   |         |
| WTA Tour Championships |         |
| 1988 – 2008            |         |
| Kategoria I            |         |
| Kategoria II           |         |
| Kategoria III          |         |
| Kategoria IV           |         |
| Kategoria V            |         |

### Gra podwójna
| Końcowy wynik | Nr | Data          | Turniej | Nawierzchnia | Partnerka      | Przeciwniczki                 | Wynik finału     |
| ------------- | -- | ------------- | ------- | ------------ | -------------- | ----------------------------- | ---------------- |
| Finalistka    | 1. | 9 lutego 2003 | Paryż   | Twarda       | Marion Bartoli | Barbara Schett Patty Schnyder | 6:2, 2:6, 6:7(5) |

## Wygrane turnieje rangi ITF
| turnieje z pulą nagród 100 000 $ |
| turnieje z pulą nagród 75 000 $  |
| turnieje z pulą nagród 50 000 $  |
| turnieje z pulą nagród 25 000 $  |
| turnieje z pulą nagród 15 000 $  |
| turnieje z pulą nagród 10 000 $  |

### Gra pojedyncza
|    | Data       | Turniej        | ($)     | Naw.   | Finalistka            | Wynik            |
| 1. | 03/12/2001 | Bangkok        | 25 000  | twarda | Marina Caiazzo        | 6:4, 7:5         |
| 2. | 13/10/2002 | Cardiff        | 25 000  | twarda | Sandra Kleinová       | 6:1, 6:1         |
| 3. | 25/11/2002 | Mount Gambier  | 25 000  | twarda | Melinda Czink         | 6:4, 6:2         |
| 4. | 01/05/2003 | Cagnes-sur-Mer | 75 000  | ziemna | Julija Bejhelzimer    | 6:4, 6:3         |
| 5. | 11/04/2006 | Biarritz       | 25 000  | ziemna | Mădălina Gojnea       | 6:7(1), 6:4, 6:4 |
| 6. | 20/04/2008 | Saint-Malo     | 100 000 | ziemna | Jelena Kostanić Tošić | 6:2, 7:5         |
| 7. | 20/04/2008 | Denain         | 50 000  | ziemna | Ksienija Pierwak      | 6:3, 6:4         |